# أويارثون
بلدية أويارثون (بالإسبانية: Oyarzun) هي بلدية تقع في مقاطعة غيبوثكوا التابعة لمنطقة إقليم الباسك شمال إسبانيا.

## الديموغرافيا
بلغ عدد سكان بلدية أويارثون 10.006 نسمة عام 2011 (وفقاً للمعهد الوطني للإحصاء الإسباني).
| 8.878 | 9.055 | 9.297 | 9.730 | 9.806 | 9.894 | 10.006 |

## أعلام
- خوسيه لويس فالكون
- غايزكا سايزار ليكونا
- أوناي ألبا
- ميغيل ماريا لاسا